# Campeonato Mundial de Corta-Mato de 1998
O 26º Campeonato Mundial de Corta-Mato foi realizado em 21 e 22 de março de 1998, em Marrakech, Marrocos. 

## Resultados

### Corrida Longa Masculina

#### Individual
| Medalha | Atleta         | País    | Tempo     |
| Ouro    | Paul Tergat    | Quênia  | 34:01 min |
| Prata   | Paul Koech     | Quênia  | 34:06 min |
| Bronze  | Assefa Mezgebu | Etiópia | 34:28 min |

#### Equipas
| Medalha | Selecção                                                                                                 | Marca  |
| Ouro    | Quênia · Paul Tergat (1º) · Paul Koech (2º) · Tom Nyariki (4º) · Wilson Boit Kipketer (5º)               | 12 pts |
| Prata   | Etiópia · Assefa Mezgebu (3º) · Habte Jifar (13º) · Tesfaye Tola (20º) · Ayele Mezegebu (21º)            | 57 pts |
| Bronze  | Marrocos · Elarbi Khattabi (11º) · Lahcen Benyoussef (14º) · Brahim Lahlafi (17º) · Khalid Boulami (18º) | 60 pts |

### Corrida Curta Masculina

#### Individual
| Medalha | Atleta               | País   | Tempo     |
| Ouro    | John Kibowen         | Quênia | 10:43 min |
| Prata   | Daniel Komen         | Quênia | 10:46 min |
| Bronze  | Paul Malakwen Kosgei | Quênia | 12:35 min |

#### Equipas
| Medalha | Selecção                                                                                             | Marca  |
| Ouro    | Quênia · John Kibowen (1º) · Daniel Komen (2º) · Paul Malakwen Kosgei (3º) · Benjamin Limo (4º)      | 10 pts |
| Prata   | Marrocos · Brahim Boulami (6º) · Hicham Bouaouiche (9º) · Ali Ezzine (12º) · Brahim Jabbour (15º)    | 42 pts |
| Bronze  | Etiópia · Maru Daba (10º) · Mohammed Awol (13º) · Tewodros Shiferaw (17º) · Semiretu Alemayehu (20º) | 60 pts |

### Corrida Júnior Masculina

#### Individual
| Medalha | Atleta         | País    | Tempo     |
| Ouro    | Million Wolde  | Etiópia | 22:47 min |
| Prata   | Richard Limo   | Quênia  | 22:50 min |
| Bronze  | Hailu Mekonnen | Etiópia | 22:51 min |

#### Equipas
| Medalha | Selecção | Marca  |
| Ouro    | Etiópia  | 16 pts |
| Prata   | Quênia   | 20 pts |
| Bronze  | Marrocos | 62 pts |

### Corrida Longa Feminina

#### Individual
| Medalha | Atleta           | País        | Tempo     |
| Ouro    | Sonia O'Sullivan | Irlanda     | 25:39 min |
| Prata   | Paula Radcliffe  | Reino Unido | 25:42 min |
| Bronze  | Gete Wami        | Etiópia     | 25:49 min |

#### Equipas
| Medalha | Selecção                                                                                             | Marca  |
| Ouro    | Quênia · Jackline Maranga (5ª) · Jane Omoro (7ª) · Leah Malot (8ª) · Sally Barsosio (10ª)            | 30 pts |
| Prata   | Etiópia · Gete Wami (3ª) · Merima Denboba (4ª) · Ayelech Worku (9ª) · Getenesh Urge (21ª)            | 37 pts |
| Bronze  | Reino Unido · Paula Radcliffe (2ª) · Hayley Haining (13ª) · Vikki McPherson (25ª) · Liz Talbot (34ª) | 74 pts |

### Corrida Curta Feminina

#### Individual
| Medalha | Atleta           | País     | Tempo     |
| Ouro    | Sonia O'Sullivan | Irlanda  | 12:20 min |
| Prata   | Zahra Ouaziz     | Marrocos | 12:34 min |
| Bronze  | Kutre Dulecha    | Etiópia  | 12:37 min |

#### Equipas
| Medalha | Selecção                                                                                                | Marca  |
| Ouro    | Marrocos · Zahra Ouaziz (2ª) · Zhor El Kamch (13ª) · Saliha Khaldoun (18ª) · Salwa Ouaziz (24ª)         | 57 pts |
| Prata   | Etiópia · Kutre Dulecha (3ª) · Genet Gebregiorgis (11ª) · Almitu Bekele (17ª) · Yihunelesh Bekele (27ª) | 58 pts |
| Bronze  | Estados Unidos · Elva Dryer (8ª) · Amy Rudolph (9ª) · Molly Watcke (25ª) · Kathy Franey (26ª)           | 68 pts |

### Corrida Júnior Feminina

#### Individual
| Medalha | Atleta          | País    | Tempo     |
| Ouro    | Yimenashu Taye  | Etiópia | 19:32 min |
| Prata   | Jeruto Kiptum   | Quênia  | 19:34 min |
| Bronze  | Werknesh Kidane | Etiópia | 19:34 min |

#### Equipas
| Medalha | Selecção | Marca  |
| Ouro    | Etiópia  | 16 pts |
| Prata   | Quênia   | 20 pts |
| Bronze  | Japão    | 68 pts |